# Ho visto brillare le stelle
Pour plus de détails, voir Fiche technique et Distribution.
Ho visto brillare le stelle est un film italien réalisé par Enrico Guazzoni, sorti en 1939.

## Synopsis
Inconnu.

## Fiche technique
- Titre : Ho visto brillare le stelle
- Réalisation : Enrico Guazzoni
- Scénario : Ennio Cerlesi, Luigi Zampa et Enrico Guazzoni
- Photographie : Fernando Risi
- Montage : Giorgio Simonelli
- Musique : Enrico C. Cabiati
- Pays d'origine : Royaume d'Italie
- Format : Noir et blanc - Mono
- Genre : romance
- Date de sortie : 1939

## Distribution
- Ennio Cerlesi : L'ingegnere Torelli
- Maria Gardena : Maria
- Mino Doro : Topini
- Luigi Pavese : Rocchi
- Sandra Ravel : Lea
- Regana De Liguoro : Anna
- Aristide Garbini : Vasina